# Open Mobile Alliance
La Open Mobile Alliance (OMA) es una Organización de estándares que desarrolla estándares abiertos para la industria de telefonía móvil.

## Principios
- Misión. Su misión es proporcionar servicios interoperables que permitan trabajar a través de países, operadoras y dispositivos móviles.
- Independencia de la red. OMA se restringe a sí misma de la estandarización de protocolos aplicables; y deja que la elección de una tecnología de red sea especificada por terceros. Así, las especificaciones OMA son agnósticas en cuanto al tipo de tecnología de red a utilizar en la conexión y el transporte de datos. La especificación de OMA para una funcionalidad concreta, es la misma para redes GSM, UMTS o CDMA2000.
- Voluntaria. OMA no es una organización de estándares promovida y patrocinada por el gobierno como podría ser ITU. No obstante, sí pretende ser un foro para que las principales compañías de la industria se pongan de acuerdo y sigan unas especificaciones comunes para sus productos y servicios. Estrictamente hablando, el cumplimiento de los estándares es completamente voluntario puesto que OMA no tiene un poder mandatario.
- Licencia de propiedad intelectual "FRAND". Los miembros que posean derechos de propiedad intelectual (i.e. patentes) en tecnologías esenciales para la realización de una especificación deben estar de acuerdo en proporcionar licencias para su tecnología de una forma "justa, razonable y no discriminatoria" (FRAND - "fair, reasonable and non-discriminatory", del inglés) a los demás miembros de la OMA.
- Estado legal. El estado legal de la OMA es el de British Limited Company (compañía limitada) (cf. bylaws (enlace roto disponible en Internet Archive; véase el historial, la primera versión y la última).).

## Historia
La OMA fue creada en junio de 2002 como respuesta a la proliferación de los foros de la industria encargados de algunos protocolos. En concreto, WAP Forum (centrado en la exploración y en protocolos de aprovisionamiento de dispositivos), Wireless Village (centrada en mensajería instantánea y presencia), SyncML Consortium (centrado en la sincronización de datos), Location Interoperability Forum, Mobile Games Interoperatibility Forum y Mobile Wireless Internet Forum. Cada uno de estos foros tenía sus reglamentos, procedimientos de toma de decisión, fechas del lanzamiento; y a veces había una cierta sobrecarga en las especificaciones, causando la duplicidad del trabajo. El OMA fue creado para recolectar estas iniciativas debajo de un solo paraguas.
Entre sus miembros están incluidos fabricantes de dispositivos móviles ((Ericsson, Siemens, Nokia, Openwave, Sony Ericsson, Philips, Motorola, Samsung...); operadores de telefonía móvil (Telefónica, Vodafone, Orange, T-Mobile...), y también compañías de software (Microsoft, Sun Microsystems, IBM, Oracle Corporation, Symbian, Celltick...).

## Enlaces a otras compañías de estandarización
Las relaciones de OMA con otras compañías de estandarización son la base para evitar problemas en las especificaciones:
- 3GPP
- 3GPP2
- IETF
- W3C

## Ejemplos de especificaciones
OMA mantiene un buen número de especificaciones, incluyendo:
- Especificaciones de exploración, ahora llamadas de exploración y contenido (Browser and Content), y anteriormente exploración WAP. En su versión actual, estas especificaciones utilizan esencialmente XHTML Mobile Profile.
- Especificaciones MMS para mensajería multimedia
- Especificaciones OMA DRM para Digital Rights Management (DRM)
- Especificaciones OMA IMPS, que son un sistema para mensajería instantánea en dispositivos móviles (formalmente conocido como Wireless Village).
- Especificación OMA SIMPLE IM, para mensajería instantánea basada en SIP-SIMPLE
- Especificación OMA DS para Sincronización de dispositivos utilizando SyncML.
- Especificación OMA DM para Device Management utilizando SyncML.
- Especificación OMA BCAST Especificación para servicios de Broadcast.
- Especificación OMA PoC para Push to talk desde el móvil.
- Especificación OMA Presence SIMPLE para presencia basada en SIP-SIMPLE.
- Especificación OMA SUPL para localización precisa sobre plano de usuario.
- Especificación OMA CP, para configuración de APN para el acceso a Internet, con mínima intervención del usuario.
- Especificación OMA NGSI (Next Generation Services Interface)
- OMA Service Environment